# Le Meilleur (film, 2023)
 (janvier 2024).
Pour les articles homonymes, voir Le Meilleur.
Pour plus de détails, voir Fiche technique et Distribution.
Le Meilleur (World's Best) est un film américain réalisé par Roshan Sethi et sorti en 2023 sur le service Disney+.

## Synopsis
Prem Patel est un petit génie des mathématiques, mais il souhaite aussi poursuivre le rêve inachevé de son défunt père : devenir rappeur.

## Fiche technique
Sauf indication contraire, les informations mentionnées dans cette section peuvent être confirmées par la base de données cinématographiques IMDb,  présente dans la section « Liens externes ».
- Titre : Le Meilleur
- Titre original : World's Best
- Réalisation : Roshan Sethi
- Scénario : Utkarsh Ambudkar et Jamie King
- Musique : Jongnic Bontemps et Raashi Kulkarni
- Décors : ???
- Costumes : Michelle Lyte
- Photographie : Sing Howe Yam
- Montage : Jonah Moran
- Production : Thomas Kail, Utkarsh Ambudkar et Kate Sullivan
- Sociétés de production : Walt Disney Pictures
- Sociétés de distribution : Disney+
- Budget : n/a
- Pays de production :  États-Unis
- Langue originale : anglais
- Format : couleur
- Genre : Film musical et comédie
- Durée : 95 minutes
- Date de sortie[1] :
  - Monde : 23 octobre 2023 (sur Disney+)

## Distribution
- Manny Magnus (VFB : Alexis Kokibali) : Prem Patel
- Utkarsh Ambudkar (VFB : Fabian Finkels) : Suresh Patel
- Punam Patel (VFB : Muriel Bersy) : Priya Patel
- Max Malas (VFB : Tiago Zapico) : Jérôme
- Jake Choi (en) (VFB : Olivier Prémel) : M. Oh
- Dorian Giordano (VFB : Maxym Anciaux) : Gabe
- Piper Wallace : Claire
- Kayla Njeri (VFB : Estelle Strypstein) : Mercedes
- Christopher Jackson (VFB : Stéphane Oertli) : Corey
- Kathryn Greenwood (VFB : Claire Tefnin) : Mme Sage
- Doug E. Fresh : lui-même
- Liam Wignall : Sharn
- Chris River (VFB : Mattéo Marchese) : Brooklyn
- Neil Crone (en) et Tricia Black (en) : les présentateurs sportifs
- Daniel Faraldo (en) : Leopard Busboy

Version française dirigée par Patrick Waleffe au studio Dubbing Brothers (Belgique), d'après une adaptation des dialogues d'Armelle Guérin. Informations prélevées du carton du doublage français sur Disney+.

## Accueil
Le film a reçu un accueil mitigé de la critique. Il obtient un score moyen de 58 % sur Metacritic.